# Brachinus bellicosus
Brachinus bellicosus is een keversoort uit de familie van de loopkevers (Carabidae). De wetenschappelijke naam van de soort is voor het eerst geldig gepubliceerd in 1820 door Jean-Marie Léon Dufour.